# Așa
Aparținând grupului de zei buni, Amesha Spentas, Așa sau Asha Vanishta este unul din cei mai proeminenți zei din mitologia persană. El este personificarea bunei credințe, a adevărului și a dreptății și menține ordinea psihică și morală pe pământ. Cea de-a doua lună a anului îi este dedicată. Dușmanii lui sunt zeița minciunii, Drug și zeul apostazei, Indra.